# Грицкевич, Анатолий Петрович
Анато́лий Петро́вич Грицке́вич (бел. Грыцкевіч Анатоль Пятровіч; 31 января 1929,  Минск — 20 января 2015) — советский и белорусский историк, доктор исторических наук. Имеет свыше 900 научных трудов, в том числе 6 монографий. Председатель Научного совета по защите докторских диссертаций в культурологии (теория культуры). Действительный член Международной Академии наук Евразии (Москва, 1999).

## Биография
Родился 31 января 1929 года в Минске, Белорусская ССР, СССР.

### Образование
- Окончил Минский государственный медицинский институт (1950), работал врачом.
- Заочное отделение Минского государственного педагогического института иностранных языков (1955).
- Исторический факультет Белорусского государственного университета имени В. И. Ленина (1958).

### Работа
С 1959 года работал в Институте истории Академии наук БССР: сначала младшим научным сотрудником, затем — старшим. Защитил кандидатскую диссертацию по истории феодального Слуцка в 1964 году.
С 1975 года работал в минском Институте культуре заведующим кафедры истории. Исследовал историю Белоруссии феодального периода, историю частновладельческих городов Белоруссии и Литвы. В 1986 году написал по этой теме докторскую диссертацию.
В 1987 году А. П. Грицкевич получил научное звание профессора.
Скончался 20 января 2015 года в возрасте 85-ти лет.

### Труды
Анатолий Петрович Грицкевич — автор публикаций из истории шляхетского сословия, генеалогии шляхты. Им изучаются религиозные проблемы в Белоруссии, история униатской и православной церквей, католического костела, а также историю белорусско-литовских отношений 1918—1920-х годов.
Он также автор исторических очерков о Слуцке, исследований об Оршанской битве 1514 года, восстания 1794 года на территории Беларуси, поход генерала Булак-Булаховича в Полесье и Слуцкое вооружённое восстание 1920 года. Именно А.Грицкевичем введено в историографию определение Речи Посполитой как федерации двух равноправных государств: Польши и Великого Княжества Литовского.
Всего Анатолий Петрович написал свыше 900 научных трудов, в том числе 6 монографий.

### Деятельность и членство в организациях
Анатолий Петрович Грицкевич репрезентовал белорусскую науку на международных конференциях в Риме, Париже, Лондоне, Будапеште, Люблине, Санкт-Петербурге.
- Председатель Научного совета по защите докторских диссертаций в культурологии (теория культуры).
- Действительный член Международной Академии наук Евразии (Москва, 1999).
- Член оргкомитета Белорусского народного фронта «Адраджэньне» (1988); на I съезде БНФ избран членом Сойма.
- Президент международного общественного объединения "Згуртаванне беларусаў свету «Бацькаўшчына» (2001—2005).[2]
- Сопредседатель Всебелорусского съезда за независимость (июль 2000 года).
- Великий маршалок Собрания белорусской шляхты
- Возглавил общественный комитет по празднованию 1000-летия Литвы в Беларуси (2009)[3]
- Сотрудничал с « Белорусской советской энциклопедией » (БелСЭ) ещё с 1-го тома; автор энциклопедических статей[4]

Международным Кембриджским биографическим центром признан «Человеком года» (1998).

### Упоминание о нём в Энциклопедиях
- Энцыклапедыя гісторыі Беларусі. — Мн., 1996. — Т. 3. — С. 165;
- Беларусь: Энцыклапедычны даведнік. — Мн., 1995. — С. 254;
- Беларуская Энцыклапедыя: У 18 т. — Мн., 1997. — Т. 5. — С. 486.[5]

#### Основные труды
- Слуцк: Историко-экэномический очерк. 2 изд. — Мн., 1970;
- Частновладельческие города Белоруссии в XVI—XVIII вв. — Мн., 1979;
- Социальная борьба горожан Белоруссии (XVI—XVIII вв.). — Мн., 1975;
- Древний город на Случи. — Мн., 1985;
- Вакол «слуцкага паўстання». — Мн., 1987;
- Рэлігiйнае пытанне i знешняя палітыка царызму перад падзеламi Рэчы Паспалітай // Весцi АН БССР. Сер. грамад. навук. — 1973. — № 6;
- Историография истории православной церкви в Белоруссии (XIV — середина XVI века) // Из истории книги в Белоруссии. — Мн., 1976;
- З гісторыi паселішчаў татар у Беларуси // Весцi АН БССР. Сер. грамад. навук. — 1981. —  № 6;
- Формирование феодального сословия в Великом княжестве Литовском и его правовые основы (XV—XVI) // Первый Литовский статут 1529 г.: (Материалы респ. науч. конф.). — Вильнюс, 1982;
- Задачы беларускай генеалогii // Наш радавод: (Сб. ст.). Кн. 1. — Гродно, 1990.